# Осінь, Чертаново...
«Осінь, Чертаново…» (рос. «Осень, Чертаново…») — радянський кінофільм 1988 року. За мотивами повісті «Розум лисиці» та інших творів Георгія Семенова.

## Сюжет
1984 рік. Письменник Федір палко закоханий в молоду красуню Марію, яка відповідає йому взаємністю. Тим часом вона одружена з фізиком, якого, як вона каже, теж любить і не може залишити. Складний конфлікт взаємин головних героїв закінчується трагічно. У фільмі використані музичні скульптури Виноградова, естетика повсякденності.

## У ролях
- Інгеборга Дапкунайте —  Марія Наварзіна
- Валентінас Масальскіс —  Федір, письменник
- Алвіс Херманіс —  Святослав Наварзін, вчений, чоловік Марії
- Візма Квепа —  Ірина, колишня дружина Федора
- Ірина Скобцева —  мати Ірини
- Алла Демидова —  кінорежисерка
- Герман Виноградов —  музикант
- Яніс Клушс —  Саша, приятель Марії
- Олексій Тегін —  музикант
- Данута Столярська —  жінка на похоронах
- Борис Бітюков —  чоловік на похоронах
- Вадим Вільський —  чоловік на похоронах
- Мікаел Таривердієв — камео

## Знімальна група
- Режисери:  Ігор Таланкін, Дмитро Таланкін
- Сценаристи:  Ігор Таланкін, Дмитро Таланкін
- Оператор:  Денис Євстигнєєв
- Композитор:  Герман Виноградов
- Художник:  Микола Сахаров